# Rotuma (Kiribati)
Rotuma (auch: Rotimwa) ist ein Ort im Osten des Nonouti-Atolls in den zum Inselstaat Kiribati gehörenden Gilbertinseln im Pazifischen Ozean mit einer Landfläche von 0,22 km². 2020 hatte der Ort 396 Einwohner.

## Geographie
Rotuma liegt im Osten von Nonouti in der Nähe der Mitte der Hauptinsel zwischen Temanoku im Norden und dem Flugplatz Nonouti beziehungsweise dem Ort Autukia im Süden. Im Ort gibt es ein traditionelles Versammlungshaus (Rotuma Maneaba) sowie die Roman Catholic Church Bwatimwa. Auch der Inselteil ist „Rotuma“ benannt. Der größte Ort des Atolls, Taboiaki, liegt etwa 12,7 km weiter südlich.

## Klima
Das Klima ist tropisch heiß, wird jedoch von ständig wehenden Winden gemäßigt. Ebenso wie die anderen Orte des Nonouti-Atolls wird Rotuma gelegentlich von Zyklonen heimgesucht.